# En skön historia (film, 1956)
En skön historia (originaltitel: High Society) är en amerikansk musikal-komedifilm från 1956 i regi av Charles Walters. I Finland var den svenska titeln Skandalbröllop. 
Musiken i filmen komponerades av Cole Porter. Filmen var den sista där Grace Kelly uppträdde, innan hon drog sig tillbaka som furstinna i Monaco.

## Handling
Den förmögna unga damen Tracy Lord (Grace Kelly) skall gifta sig med den snobbige George (John Lund). Bland bröllopsmusikerna finns hennes före detta fästman C.K. Dexter Haven (Bing Crosby), som inte tänker ge upp henne än. Från en tidning kommer en journalist, Mike (Frank Sinatra), som också försöker uppvakta henne.

## Rollista i urval
- Bing Crosby - C.K. Dexter-Haven
- Grace Kelly - Tracy Samantha Lord
- Frank Sinatra - Mike Connor
- Celeste Holm - Liz Imbrie
- John Lund - George Kittredge
- Louis Calhern - Uncle Willie
- Sidney Blackmer - Seth Lord
- Louis Armstrong - Louis Armstrong